# Seznam italijanskih astronavtov
Seznam italijanskih astronavtov.

## C
- Maurizio Cheli
- Samantha Cristoforetti

## G
- Umberto Guidoni

## M
- Franco Malerba

## N
- Paolo Nespoli

## P
- Luca Parmitano

## S
- Stefano Sandrelli

## V
- Roberto Vittori